# Vlag van Dedgum

Vlag van Dedgum

De vlag van Dedgum is de dorpsvlag van het Nederlandse dorp Dedgum, in de Friese gemeente Súdwest-Fryslân. Deze vlag is ontworpen door Klaes Sierksma. De vlag werd in 1955 aangenomen en in 1969 geregistreerd.
Bij gemeenteraadsbesluit van 19 april 1955 zijn een vlag vastgesteld voor de 27 dorpen van de vroegere gemeente Wonseradeel. Deze vlag is ontworpen door Klaes Sierksma.

## Ontwerp
De vlag bestaat uit twee diagonale vlakken in het wit en groen rechtsgeschuind, met in het wit een rode pompeblêd. Aan de mastzijde toont een blauwe verticale baan met daarin een wit blokje.

## Verklaring
De kleuren wit en groen zijn afgeleid van het dorpswapen samen met de rode pompeblêd. De pompeblêd voor de drooggemalen meren in de omgeving van Dedgum. De mastzijde toont de vlag van Wonseradeel, de gemeente waar Dedgum eerder tot behoorde.

## Zie ook

Wapen van Dedgum